# Hen, Buskerud
Hen är en tidigare tätort i Ringerike kommun i Buskerud fylke i sydöstra Norge. Orten ligger vid Europaväg 16 och Randsfjordbanan, på östra sidan av Ådalselva, norr om staden Hønefoss.
Tidigare har orten tillhört dåvarande Norderhovs kommun, därefter dåvarande Ådals kommun.
Sedan 2004 räknas orten inte längre som en tätort.